# Noura
Pour les articles homonymes, voir Noura (homonymie).
Noura (en arabe : نورة) est une chanteuse algérienne de langues arabe et amazigh , née Fatima Zohra Badji le 26 avril 1938 à Sidi Amar en Algérie, et morte le 1er juin 2014 à Paris. Elle est l'épouse de Kamel Hamadi, auteur-compositeur-interprète, avec qui elle forme un couple mythique dans le monde arabe.

## Biographie
Noura, née à Sidi Amar, anciennement dénommé Zurich, au pied du Mont Chenoua, elle répond invariablement : « mon Zurich de Cherchell est plus beau que le Zurich suisse ».
Dans les années 1950 elle débute à la radio d'Alger où elle anime une émission enfantine. Selon la chercheuse Naïma Huber-Yahi, « elle se fait remarquer en interprétant des pièces de théâtre et des opérettes. Elle s'impose très vite comme l’une des plus grandes chanteuses algériennes de l’époque », avec des titres tels que Ya Ma Goulili de Mahboub Bati.
Arrivée en France en 1959, elle découvre Paris, ses lumières et la famille élargie des chanteurs maghrébins exilés. Elle connaît ensuite un grand succès auprès de la diaspora maghrébine en France. Le 25 février 1960, elle épouse le chanteuse et compositeur Kamel Hamadi, qui lui composera une grande partie de son répertoire, en arabe et en kabyle. les premières compositions que son mari signe étant Ya Welfi Älech Del Djfa et Ya Ouled El Houma (Les Enfants Du Quartier). Ils chanteront également en duo, en kabyle, des titres devenus des classiques du répertoire populaire algérien comme Ruḥ Rebbi Ad Isahel (Vas en paix ), Anwa I S-Yennan (Qui aurait dit),.
Elle enregistre tout au long des années 1970 des clips colorés et poursuit sa carrière des deux côtés de la Méditerranée avec son mari Kamel Hamadi. Voix féminine et de l’exil, l’artiste a accompagné la jeunesse des enfants issue de l’immigration à travers ses chants nostalgiques qui rappellent tous les recoins de l’Algérie. Ses chansons, composées, enregistrées et jouées sur les bords de Seine, résonnent encore en Algérie et dans la diaspora algérienne en France.
La chanteuse Noura est très populaire car c'est une des rares chanteuses à cette époque non-kabyles (région de Kabylie) qui chantaient à la fois en arabe, en Tamazight et en français. Parmi ses succès populaires, on peut citer Ya Rabbi Sidi, Maniche Mena, Aïn El Karma, Imawlan Ugin et Adrar N Jaṛjaṛ Eɣlayen. Elle enregistre aussi un album en français où elle interprète Une Vie de Michel Berger. Elle obtient un disque d'or en 1970 pour un million d'albums vendus,.
Son travail est récompensé en 2008 lorsqu’elle reçoit avec son mari les insignes de Chevalier de l'Ordre des Arts et des Lettres au nom de la République Française, remise par les membres du groupe Zebda. Cette consécration est le symbole du rayonnement de la culture en France.
Elle meurt à Paris le 1er juin 2014 des suites d'une longue maladie. Noura fut avec Hnifa, Saloua, Bahia Farah ou encore Warda al-Jazairia, l'héritière de Oum Kalthoum. Elles auront toutes marquées de leur empreinte la musique algérienne, faisant de la scène un espace de liberté et de libération.